# Mando Ramos
Mando Ramos właśc. Armando Ramos (ur. 15 listopada 1948 w Long Beach, zm. 6 lipca 2008 w San Pedro) – amerykański bokser zawodowy.
Armando „Mando” Ramos był jednym z najpopularniejszych i najbardziej ekscytujących bokserów w południowej Kalifornii. Był nieco powolny, ale w rękach posiadał wielką siłę. Sporo walk wygrywał przed czasem.
W wieku 18 lat pokonał w towarzyskiej walce ówczesnego mistrza świata w wadze junior lekkiej Japończyka Hiroshiego Kobayashiego. Gdy pokonany zaproponował powtórnie rozegranie walki, tym razem o tytuł, Ramos odmówił mówiąc, że nie będzie walczył o mistrzostwo w kategorii „junior”.
Ramos popadł w alkoholizm, a także zaczął brać narkotyki, co powstrzymało jego rozwijającą się karierę sportową. Z pomocą żony pokonał swoje nałogi, założył organizację dla młodzieży przeciwko alkoholowi i narkotykom.
Zmarł nagle 6 lipca 2008 w swoim domu w San Pedro.